# Tribune de l'Université
Tribune de l'Université est le premier débat télévisé en direct de l'histoire de l'ORTF, improvisé pendant  Mai 68 sur la 1ère chaîne, alors que la grève avec occupations d'usines a débuté l'avant-veille, pour tenter d'éviter qu'elle ne s'étende à l'ORTF, où elle est cependant votée le lendemain pour protester contre la censure d'émissions de reportage les 10 et 14 mai. L'émission est suivie d'une allocution du Premier ministre Georges Pompidou, qui répond aux trois contestataires ayant participé au débat, sans parvenir à contenir l'extension de la grève les jours suivants. 

## Concept
L'idée de recourir pour la première fois à un débat en direct est suscitée par les revendications des jours précédents pour la liberté d’expression. Il sera animé par le journaliste Claude Couband, face à "trois chefs connus de la révolte", les leader syndicaux Jacques Sauvageot (UNEF), et Alain Geismar (SNESup), auxquels a été ajouté Daniel Cohn-Bendit, sur choix du service de presse du Premier ministre Georges Pompidou, dans le but de montrer le mouvement « sous le plus mauvais jour possible » .
Le principe du débat en direct est décidé deux jours avant. Son animateur Claude Couband a pour mission de semer la panique en exhibant à point sa brochette de gauchistes estimeront 19 ans plus tard les auteurs du livre Génération.

## Diffusion
Le fait que le débat soit diffusé sur la première chaîne lui assure une diffusion forte, supérieure à celle du précédent débat, l'avant-veille sur la deuxième chaîne, où seuls étaient présents pour les contestataires Jacques Sauvageot (UNEF) et Alain Geismar (SNESup) car, à l'époque, seulement les 2/3 du territoire français sont couverts par la deuxième chaîne, donc le contrôle de l'État est moins présent.

## Lieu d'enregistrement
Dans le but d'éviter de croiser les personnels de l'Office réunis dans un studio de Cognacq-Jay, l'émission a été enregistrée au centre Devèze, rue François-1er et selon les mémoires d'André Astoux, les interlocuteurs des trois animateurs de la révolte "sont mal à l'aise".

## Invités
Le journaliste Claude Couband est l'animateur du débat. Peu avant qu'il ne commence il prend l'antenne et présente les invités. Pour les étudiants : Daniel Cohn-Bendit du Mouvement du 22 mars, Jacques Sauvageot, vice president de l'UNEF et Alain Geismar, secrétaire général du SNES-SUP. Pour les journalistes : Michel Bassi du Figaro, Jean Ferniot de France Soir et Pierre Charpy de Paris-Presse. Les thèmes abordés sont les revendications des étudiants en grève, la suppression des examens, la sélection, l'amnistie pour les étudiants arrêtés lors des manifestations, l'occupation du Théâtre de l'Odéon par les étudiants. Claude Couband, l'« animateur » du « débat », a pour mission de semer la panique en exhibant à point sa brochette de gauchistes.

## Contexte
La diffusion de Tribune de l'Université précède d'une journée le début des Grève des techniciens et journalistes de l'ORTF en mai-juin 1968, et la création improvisée de l'émission le week-end précédent a été causée par la colère contre les interventions du gouvernement sur deux reportages de l'ORTF, dont l'un est supprimé le 10 mai et l'autre modifié en profondeur le 14 mai, qui sont à l'origine des contestations croissantes ayant mené à la Grève des techniciens et journalistes de l'ORTF en mai-juin 1968

### La censure du reportage de Panorama le 10 mai
L'émission a été précédée par la censure et la modification de deux reportages réalisés par des journalistes de l'ORTF sur les mouvements étudiants, pour deux des émissions phares de l'ORTF, Zoom (émission de télévision) et Panorama qui offraient des images inédites des précédentes manifestations. La manière dont ces deux décisions, très critiquées dans l'immédiat, ont été prises a été racontée en 1978 par André Astoux qui était en 1968 directeur-adjoint de l'ORTF et qui a par la suite perdu son poste.
L'émission de reportages Panorama avait pour la première fois interrogé deux protagonistes de la crise du côté des contestataires, les leaders syndicaux Jacques Sauvageot (UNEF) et Alain Geismar (SNESup), dont les points de vue étaient confrontés, côtés autorités, à ceux du préfet de police Maurice Grimaud et du  recteur d'académie Jean Roche. L'équipe du magazine a appris trois-quarts d'heure avant la diffusion que le gouvernement s'y oppose, par décision des ministres de l'Information et de l'Éducation nationale. L'ORTF doit la remplacer au pied levé par un sujet sur les notaires. Les producteurs de Panorama étaient passés outre les consignes de la direction de l’information et craignaient que la censure remonte à l'échelle du gouvernement.

### Le débat précédent du 14 mai, après le reportage de "Zoom"
Le débat précédent du 14 mai est diffusé juste après un reportage sur les manifestations, duquel ont été expurgés les interventions de deux leaders du mouvement, Jacques Sauvageot (UNEF) et Alain Geismar (SNESup). Le Président du Conseil d'Administration de l'ORTF, Wladimir d'Ormesson, avait tout d'abord voulu l'interdire, mais s'est ensuite laissé convaincre par André Astoux, directeur général adjoint de l'ORTF, qu'il pouvait « apporter un éclairage réel » sur des événements qui « continuent d'être mal perçus ».
Le reportage est ainsi diffusé avec des coupes et suivi d'un débat, enregistré en différé, sur le plateau avec deux des personnages dont les interventions ont été coupées, Jacques Sauvageot et Alain Geismar, mais aussi Pierre Juquin], du PCF, David Rousset, gaulliste de gauche et journaliste, le député gaulliste André Fanton et le recteur Capelle.
Dans l'après-midi du 13 mai 1968, alors que les grandes manifestations s'achèvent, Jean Dupont, directeur général et  des représentants du conseil d'administration de l'ORTF ont assisté à la projection de la principale séquence du magazine télévisé "Zoom (émission de télévision)", un reportage chronologique - le seul qui existe - sur les manifestations. Les coproducteurs  avaient prévu, comme d'habitude, un débat contradictoire. C'est seulement le lendemain soir quelques heures avant la diffusion, sont choisis les participants au premier débat associant des contestataires, le député gaulliste Fanton, le recteur Capelle, Sauvageot et Geismar, révèlera Le Monde tout en précisant qu'il semble alors que l'ORTF ne soit pas disposée à permettre la diffusion du débat. « Dans ces conditions, les producteurs de " Zoom ", estimant que la séquence ne prend sa signification qu'accompagnée d'une discussion au fond, seront peut-être tentés de saborder l'émission », ajoute le quotidien du soir.
Daniel Cohn-Bendit et son ami proche Olivier Castro, sont les « héros » du reportage finalement diffusé avec les coupes, selon l'historien Jean-Pierre Filiu. On les voit devant l'université de Nanterre ironiser sur la couverture de L'Humanité du 3 mai «De faux révolutionnaires à démasquer », en reprenant l'expression utilisée la veille par le journal Minute. Cohn-Bendit apparaît successivement didactique, chahuteur et responsable. Son ami Olivier Castre, interviewé à la terrasse d'un café, semble, par comparaison, moins brillant selon Jean-Pierre Filiu et sa compagne Évelyne, reste confuse lorsque le journaliste de l'ORTF lui demande: « En somme, vous voulez devenir un cadre de cette société ? ».

### Les reportages sur les grèves dans les usines
Le débat précédent du 14 mai intervient au terme d'une journée où l'ORTF a déjà pris en compte la colère de ses journalistes et commence à infléchir le ton dès le début de la journée. Ainsi le même jour à 13 heures,  le journal télévisé de la première chaîne diffuse un reportage, sur l'usine Sud-Aviation à Nantes, occupée depuis l'avant-veille. Il passe à 19H30 dans celui de la deuxième chaine, sur fond d'emballement des grèves dans les usines car à 16 heures 15 à Renault Le Mans, les syndicats et une assemblée générale prennent la décision de grève illimitée et d'occupation de l'usine.
En début de soirée, une  conférence de presse des Comités d'Action Lycéens, du Comité de Grève du CNRS et du Mouvement du 22 mars, Alain Geismar annonce : « nous allons manifester notre solidarité avec le personnel, les journalistes et les techniciens de I'ORTF. On a tenté de minimiser notre mouvement, de le ridiculiser ». Après la conférence, ils diffusent un tract réclamant la « liberté d'expression à l'intérieur de l'ORTF pour ceux qui luttent » et appelant à une manifestation le 17 mai à 19 heures devant les studios de la Rue Cognacq-Jay. 

### La délocalisation de l'émission
La direction de l'ORTF s'inquiète de ce tract et du climat en cours et décide délocaliser l'émission Tribune de l'Université, une heure avant son début, de la Rue Cognacq-Jay vers "Centre Devèze, de la rue François 1er" « pour éviter une rencontre avec les personnels de l'ORTF », un site historique proche des Champs-Elysées, où Radio-Paris s'était installée le 1er août 1927.

## Déroulement de la soirée
À 20 heures, l'hôtel Matignon annonce que Georges Pompidou prononcera à 21 heures 30 une allocution radiotélévisée puis à 20H30, la fin de l'édition du journal du 20h, le présentateur Léon Zitrone annonce un débat en direct entre 3 représentants des étudiants en grève et 3 journalistes, en direct du studio Devèze : c'est le début de l'émission Tribune de l'Université sur la première chaine de l'ORTF, que Le Monde rapporte en ces termes : « Il est très vite apparu que ce débat pouvait se situer dans la ligne de la tactique gouvernementale : discréditer les trois " pétroleurs ", ainsi que les a nommés M. Couband; montrer à l'opinion bien pensante qu'on avait affaire à des " enragés », l'apparition quelques instants après de Georges Pompidou, suffisant selon Le Monde « amplement à confirmer cette interprétation ».
À 21 heures, alors que le débat vient à peine de commencer, la CGT estime que la manifestation envisagée contre l'ORTF "prend l'allure d'une provocation".
À minuit, le Snesup. et l'UNEF annulent la marche sur l'ORTF annoncée en début de soirée par Alain Geismar pour le Mouvement du 22 mars en s'en désolidarisant.

## Commentaires de la presse et des historiens
De cette émission, la presse se fait l'écho avec plus de discrétion que celle du 14 mai pourtant sur la 2e chaine, moins diffusée, et « certains la perçoivent comme une disqualification des étudiants auprès de l'opinion publique ».
Les trois journalistes invités à débattre avec les trois contestataires ont en effet un prestige acquis dans la presse écrite. France-Soir est alors le plus grand quotidien français et a eu la dent dure contre les contestataires. Le Figaro aussi mais il fait preuve d'une indépendance garantie depuis 1964 par le rôle de Raymond Aron au sein du journal 
pris la protection de la rédaction via un texte intitulé « Pétition des collaborateurs de Pierre Brisson », visant à prévenir les abus éventuels des différents propriétaires. Ainsi, à partir du 13 mai, l'éditorialiste André François-Poncet considère que la colère étudiante est justifiée, tandis que le journaliste Jean Papillon dit son admiration pour Daniel Cohn-Bendit et ajoute : « Si le Mouvement du 22 Mars a pu prendre naissance en milieu estudiantin, c’est en partie parce que les organisations syndicales étaient en perte de vitesse ».

## Chronologie
- 10 mai: l'émission de reportages du vendredi à 20h30, Panorama[8], la 1ère à donner la parole aux leaders syndicaux Jacques Sauvageot (UNEF) et Alain Geismar (SNESup) est supprimée au dernier moment.
- 11 mai: communiqué indigné des journalistes de l'ORTF et manifestations devant l'ORTF à Toulouse. Pompidou promet à la télévision la réouverture de la Sorbonne.
- 12 mai: Télé-Soir interviewe pour la 1ère fois le leader du SNEsup Alain Geismar et un étudiant de l'UNEF[19].
- 13 mai: grande manifestation commune CGT-CFDT-FEN-UNEF.
- 14 mai: Zoom prévu sur la 2e chaine, Wladimir d'Ormesson veut l'interdire aussi, puis il est décidé des coupes et la mise en valeur de Cohn-Bendit.
- 16 mai, début de soirée : conférence de presse des Comités d'Action Lycéens, du Comité de Grève du CNRS et du Mouvement du 22 mars, Alain Geismar annonce : « nous allons manifester notre solidarité avec le personnel, les journalistes et les techniciens de I'ORTF. On a tenté de minimiser notre mouvement, de le ridiculiser »[15]. Un tract est diffusé, réclamant la « liberté d'expression à l'intérieur de l'ORTF pour ceux qui luttent » et appelant à une manifestation le 17 mai à 19 heures devant les studios de la rue Cognacq-Jay[15].
- 16 mai à 20H15 après le journal télévisé: débat "Tribune de l'université" sur la 1ère chaine, la plus diffusée.
- 16 mai à 21H15: allocution de Georges Pompidou, réécrite pendant le débat. Il annonce le rappel de réservistes de la gendarmerie, le renforcement de la surveillance autour de l'Opéra, l'ORTF et la tour Eiffel.
- 16 mai: assemblée de personnels de l'ORTF « réunie spontanément ».
- 16 mai 21 heures : la CGT estime que la manifestation envisagée contre l'ORTF "prend l'allure d'une provocation"[14].
- 17 mai: Le Monde écrit qu'il « est très vite apparu que ce débat pouvait se situer dans la ligne de la tactique gouvernementale : discréditer les trois " pétroleurs ", ainsi que les a nommés M. Couband; montrer à l'opinion bien pensante qu'on avait affaire à des " enragés », l'apparition quelques instants après de Georges Pompidou, suffisant selon « amplement à confirmer cette interprétation »[20].
- 17 mai: manifestation prévue devant l'ORTF à l'appel du SNES, de l'UNEF et des Comités d'action lycéens annulée la veille à minuit. Les contestataires ont renoncé à « prendre l'ORTF », commente Pierre Viansson-Ponté dans Le Monde, en observant que les syndicats et le PCF « déplaçent les projecteurs vers les grèves ouvrières »[21].
- 17 mai: l'ORTF interview de Georges Séguy, dénonçant le Mouvement du 22 mars « créé à grand renfort de publicité ».
- 17 mai: dans Télémidi est lu le communiqué des journalistes, rédigé le matin même[22].
- 17 mai: l'ORTF couvre la conférence de presse de Jacques Sauvageot.
- 17 mai: au soir, une assemblée générale vote la grève illimitée à l'ORTF.
- 17 mai: fin de la présence des contestataires à l'écran.